# Cynoglossus carpenteri
Cynoglossus carpenteri är en fiskart som beskrevs av Alcock, 1889. Cynoglossus carpenteri ingår i släktet Cynoglossus och familjen Cynoglossidae. Inga underarter finns listade i Catalogue of Life.